# Capitale Peña
Pour les articles homonymes, voir Peña.
Capitale Peña est l'une des deux divisions territoriales et statistiques de la municipalité de Peña dans l'État d'Yaracuy au Venezuela. À des fins statistiques, l'Institut national de la statistique du Venezuela a créé le terme de « parroquia capital », ici traduit par le terme « capitale » qui correspond au territoire où se trouve le chef-lieu de la municipalité afin de couvrir ce vide spatial, qui, selon la loi sur la division politique territoriale publiée dans le Journal officiel de l'État « n'attribue pas de hiérarchie politique territoriale, ni de description de ses limites respectives ». Ce territoire s'articule autour de Yaritagua, chef-lieu de la municipalité.

## Géographie

### Démographie
Hormis Yaritagua, ville autour de laquelle s'articule la division territoriale et statistique, cette dernière possède plusieurs localités :
- Agua Negra
- El Playón
- El Salto
- Guaremal
- La Piedra
  - Pueblo Nuevo
- Platanales
- Quebrada Grande
- Yaritagua
  - Cañaveral
  - Sabanita
  - Totumillo